# Raymond Bernard
Raymond Bernard (10 de octubre de 1891 - 11 de diciembre de 1977) fue un influyente cineasta francés, hijo del dramaturgo Tristan Bernard y hermano de Jean-Jacques Bernard. Bernard era judío y durante la Segunda Guerra Mundial tuvo que ocultarse, por lo que entre 1940 y 1946 no dirigió ninguna película.

## Filmografía
- Le Petit Café (1919)
- Le Secret de Rosette Lambert (1920)
- Le Maison Vide (1921)
- Triplepatte (1922)
- L'Homme Inusable (1923)
- Grandeur et Decadence (1923)
- Le Costaud des Epinettes (1923)
- Le Miracle des Loups (1924)
- The Chess Player (1927) (Le Joueur D'echecs)
- Tarakanova (1930)
- Faubourg Montmartre (1931)
- Wooden Crosses (1932) (Le Croix de Bois)
- Tartarin de Tarascon (1934)
- Les Misérables (1934) (The Poor Wretches)
- Lovers and Thieves (1935) (Amants et Voleurs)
- Anne-Marie (1936)
- Marthe Richard au Service de la France (1937)
- Le Coupable (1937)
- The Mayor's Dilemma (1938) (Les Otages)
- I Was an Adventuress (1938) (J'étais une Aventurière)
- Love Cavalcade (1940) (Cavalcade D'amour)
- A Friend Will Come Tonight (1946) (Un ami viendra ce soir)
- Goodbye Darling (1946) (Adieu Chérie)
- Maya (1949)
- The Cape of Hope (1951) (Le Cap de L'espérance)
- The Judgment of God (1952) (Le Jugement de Dieu)
- A Lady Without Camelias (1953) (La Dame aux Camélias)
- La bella de Cádiz (1953)
- Fruits of Summer (1955) (Les Fruits de L'été)
- The Seventh Commandment (1957) (Le Septième Commandement)
- Seventh Heaven (1958) (Le Septième Ciel)